# Ураки (деревня)
Ураки — деревня в Прилузском районе республики Коми в составе сельского поселения Слудка.
Находится на расстоянии 3,5 км к северо-западу от села Слудка.

## История
Известна с 1873 года, когда в ней было учтено 7 дворов и 29 жителей. В 1905 году учтено дворов 11 и жителей 60, в 1926 — 10 и 48 соответственно. В 1970 году был учтён 51 житель, в 1979 — 19, в 1989 — 8 человек.

## Население
| 2010 |
| ---- |
| 1    |

Постоянное население составляло 4 человека (коми 100 %) в 2002 году.